# Kulstoflager
Et kulstoflager er et reservoir i naturen, hvor kulstofholdige stoffer bliver fastholdt og opbevaret gennem kortere eller længere tid. Atmosfærens voksende indhold af drivhusgasser, herunder kuldioxid, og den deraf følgende globale opvarmning har ført til øget opmærksomhed omkring, hvordan drivhusgasser vha kulstoflagre kan fjernes fra atmosfæren. Både Kyoto-aftalen og Paris-aftalen anbefaler kulstoflagre som en del af denne grønne omstilling. Vigtige kulstoflagre er
- skove og anden plantevækst, hvor kuldioxid vha fotosyntese omdannes til cellulose,[2]
- havvand, som kan absorbere store mængder af atmosfærens kuldioxid,[3]
- kalkskallede organismer i verdenshavene, fx alger og koraller, som er i stand til at omdanne kuldioxid og salte opløst i havvandet til kalk.[4]